# Geophis zeledoni
Geophis zeledoni es una especie de Serpentes de la familia Dipsadidae.

## Distribución geográfica
Es endémica de Costa Rica.